# Sapodilla Creek
Sapodilla Creek är ett vattendrag i Bahamas.   Det ligger i distriktet North Andros District, i den sydvästra delen av landet, 110 km sydväst om huvudstaden Nassau.
Trakten runt Sapodilla Creek består i huvudsak av gräsmarker.